# Compsoctenus
Compsoctenus là một chi bọ cánh cứng trong họ 
Elateridae.
Chi này được miêu tả khoa học năm 1861 bởi Philippi.

## Các loài
Chi này có các loài:
- Compsoctenus elegans Philippi, 1861